# Puesto de observación

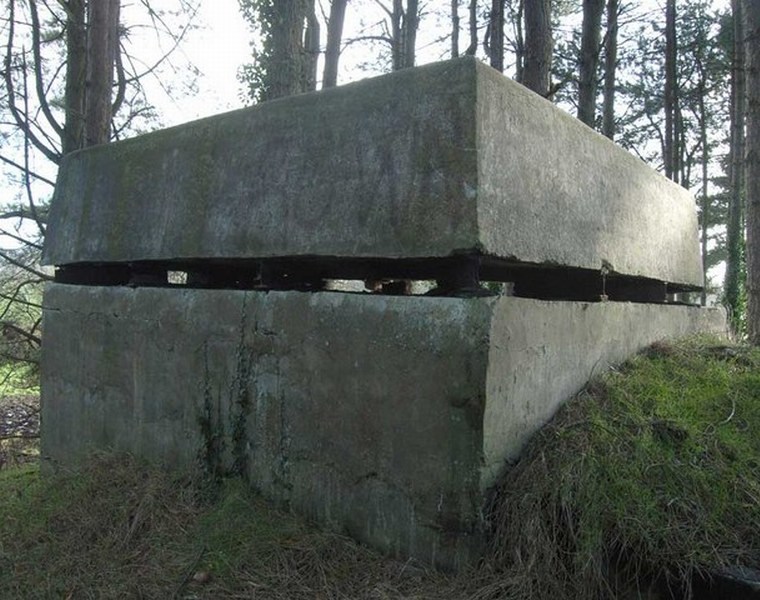
Un puesto de observación para la coordinación de defensa de un aeródromo.

Un puesto de observación (comúnmente abreviado OP), temporal o fijo, es una posición desde la que los soldados pueden observar los movimientos del enemigo, para advertir a los soldados que se aproximan (como en la guerra de trincheras), o para dirigir el fuego de artillería. En estricta terminología militar, un puesto de observación es cualquier posición preseleccionada a partir de la cual se deben realizar las observaciones; esto puede incluir instalaciones muy temporales, como un vehículo estacionado como un puesto de control en el camino, o incluso un avión en el aire.

## Operación
Al seleccionar un puesto de observación (temporal), las tropas entrenadas deben evitar ubicaciones obvias y visibles tales como colinas, torres de agua u otras características del terreno aislado, y asegurarse de que se pueda llegar al puesto de observación a través de una ruta oculta. Esto es especialmente importante ya que el observador en la publicación debe rotarse cada 20-30 minutos, ya que la vigilancia disminuye marcadamente después de ese momento.
Los puestos de observación deben contar con al menos dos personas (más, para la defensa y la rotación de observadores, si la publicación se va a conservar por períodos más largos), y se les debe proporcionar un medio de comunicación con su cadena de mando, preferiblemente por teléfono en lugar de por radio.

## Estructura
A menudo se coloca en secreto muy cerca del enemigo, un puesto de observación suele ser una construcción pequeña, que a menudo consiste principalmente en materiales de camuflaje y, posiblemente, cubierta del clima. Sin embargo, donde se espera que las líneas de frente sean estables por más tiempo, una estación de observación (o una estación de observación en tierra) puede convertirse en una instalación tipo búnker.
No es inusual que los soldados de las unidades de reconocimiento especial ocupen un escondite durante largos períodos de tiempo. Para evitar la detección, tienen que eliminar todos sus propios desechos, esto se logra mediante el uso de bolsas de plástico y botellas de agua vacías.
Cabe no confundir un puesto de observación con un puesto avanzado, un puesto de avanzada militar es un destacamento de tropas estacionadas a una distancia razonable de la fuerza o formación principal, generalmente en un lugar remoto o escasamente poblado, posicionadas para hacer guardia contra intrusiones no autorizadas y ataques sorpresa, sirviendo como la primera línea de defensa. El puesto ocupado por dichas tropas, generalmente es una pequeña base militar o un asentamiento ubicado en una frontera o límite con otro país. Los puestos de avanzada también pueden ser bases militares en miniatura, según el tamaño y la cantidad de tropas que albergan.